# Ciklotimija
Ciklotimija, poznata i kao ciklotimični poremećaj ili afektivni poremećaj ličnosti,  poremećaj je raspoloženja i ponašanja koji uključuje razdoblja depresivnog te razdoblja povišenog raspoloženja (elacije). Za razliku od bipolarnog poremećaja, ovi simptomi nisu dovoljno istaknuti da bi sugerirali veliki depresivni poremećaj ili stanje manije. Da bi se dijagnosticirao ciklotimični poremećaj, simptomi moraju trajati više od godine dana u djece te više od dvije godine u odraslih.
Rizični faktor je prisutnost bipolarnog poremećaja (tip 1 ili 2) u obitelji. Frekvencija ciklotimije u općoj populaciji iznosi između 0,4 % i 1 %. Simptomi najčešće započinju u kasnome djetinjstvu ili ranoj odrasloj dobi. Ciklotimija je podjednako prisutna kod muškaraca i žena. Liječenje uključuje psihoterapiju i primjenu stabilizatora raspoloženja poput litija. Terapija antidepresivima trebala bi se primjenjivati s oprezom.

## Dijagnoza ciklotimije
Prema MKB-10 i DSM-IV, simptomi elacije i neraspoloženja, koji se izmjenjuju, moraju perzistirati u djece godinu dana, a u odraslih dvije godine i nikada ne smiju imati psihotičnu dimenziju.
Kako bi se postavila dijagnoza ciklotimije, pacijent mora imati tri od osam sljedećih simptoma:
1. smanjenje energije i aktivnosti
2. nesanica
3. gubitak samopouzdanja i osjećaj vlastite neadekvatnosti
4. teškoće koncentracije
5. socijalno povlačenje (asocijalizacija)
6. gubitak interesa i zadovoljstva u inače ugodnim aktivnostima (anhedonija)
7. smanjena pričljivost (komunikativnost)
8. pesimizam glede budućnosti ili razmišljanje o prošlosti

Da bi se postavila dijagnoza elacije, pacijent mora imati najmanje tri od sljedećih osam simptoma:
1. povišena energija i aktivnost
2. smanjena potreba za spavanjem
3. samoprecjenjivanje (grandioznost)
4. ubrzano ili neuobičajeno kreativno mišljenje (ili rapidan govor)
5. povećana druželjubljivost (socijalnost)
6. pojačana govorljivost ili duhovitost
7. pojačan interes i uključenost u seksualne i druge ugodne aktivnosti (promiskuitetnost)
8. pojačan optimizam ili precjenjivanje vlastitih postignuća.

## Poznati s ciklotimijom
Engleski glumac, komičar, narator i pisac Stephen Fry progovorio je o svojoj borbi s ciklotimijom u dokumentarcu Stephen Fry: The Secret Life of the Manic Depressive iz 2006. koji je doživio velike uspjehe i pohvale kritike. Kasnije je, međutim, utvrđeno da Fry boluje od bipolarnog poremećaja.